# الهوارية
الهَوَارِيّة، هي مدينة تونسية تقع على الطرف الشمالي الشرقي للوطن القبلي. تقع على بعد 110 كم من تونس العاصمة و80 من جزيرة صقلية. يقطنها حوالي 9987 نسمة. تتميز الهوارية التي أطلق عليها قديما اسم «أكيلاريا» أو بلاد الصقر بكثرة الكهوف والمغاور التي تعود إلى الفترة القرطاجية. تحتضن المدينة سنويا مهرجان «الصيد بالصقور».

## الصيد بالصقور
موقعها الجغرافي والمناخ المعتدل جعل من الهوارية ملاذا مفضلا لكثير من الطيور المهاجرة. فالرومان قديما أعطوا أسم «أكيلاريا» أو «أرض النسر» على مدينة الهوارية. كل ربيع، 40,000 من الطيور المهاجرة من 24 نوعا مختلفا، وأيضا الآلاف من اللقالق وغيرها من الطيور الصغيرة، تتوقف على طرف الرأس الطيب قبل عبورها للبحر الأبيض المتوسط. فمن الطبيعي أن الأُسر التي تقطن بالهوارية طورت فن الصيد بالصقور منذ العصور القديمة كما توضح بعض اللوحات الفسيفسائية المعروضة في المتحف الوطني في باردو. الدراية في تدريب الطيور الجارحة والقبض عليها في شهر مارس، تنتقل من جيل إلى جيل. جمعية أصدقاء الحيوانات، التي تأسست في عام 1975، تحمل وظيفة فعالة لرفع مستوى الوعي العام لحماية الطيور، وخاصة الطيور المهاجرة.

## المغاور
ثلاثة كيلومترات غرب المدينة، تم حفر كهوف اصطناعية من قبل السجناء والعبيد تحت سلطة القرطاجيين والرومان. تم نقل الكتل الحجرية التي تم استخراجها من هذه المغاور عن طريق البحر إلى قرطاج، على الجانب الآخر من خليج تونس. وقد استخدمت لبناء المدينة البونية، وكذلك بناء الحصون في مدينة تونس. وقد تم تشغيل هذه المحاجر تحت الأرض منذ ما يقرب من 1000 سنة. وهي تتألف من كهوف حجرية في شكل أهرام منحوتة نصف مظلمة، ويتم الوصول إليها من قبل فتح ضيقة وتتصل مع بعضها البعض من خلال ممرات ضيقة. ومنذ سنوات تم تسوير الفتحات الجانبية الكبيرة المفضية إلى هذه الكهوف خوفا من الانهيارات الطبيعية.

## سياسة

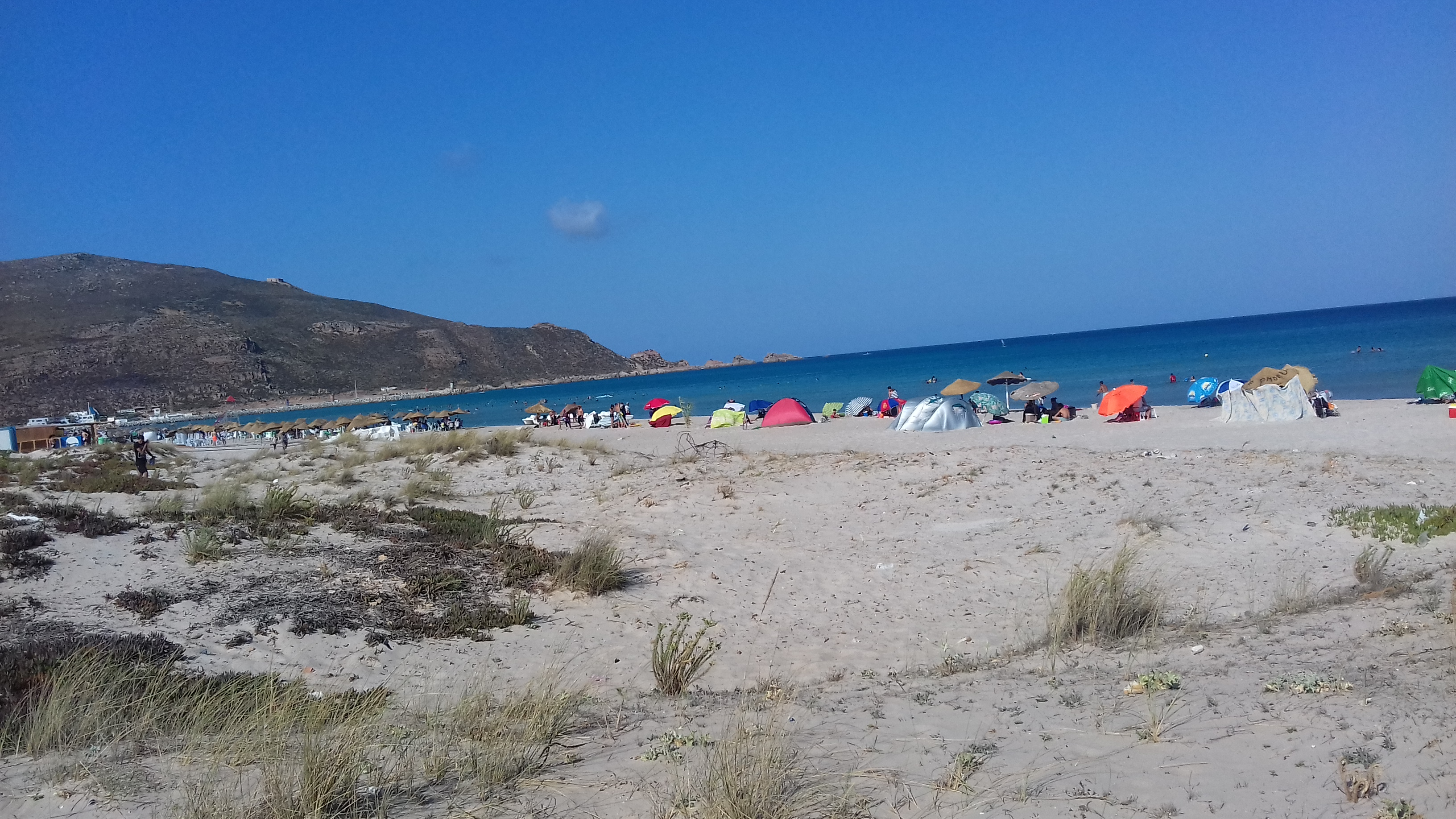
الشاطئ القبلي بالهوارية

هذه لائحة من رؤساء بلدية الهوارية منذ إنشائها:
- حامد بن سالم
- محمود الميلادي
- عليا بن طالب
- الكيلاني الأسود
- معاوية بلحاج
- حمادي بوعائشة
- فوزي بن جديرة
- أحمد بوساق
- البشير الهميسي
- فريد بن فضل